# ARA Austral (Q-21)
El ARA Austral (ex RV Sonne, en alemán, Sol) es un buque de investigación científica operado por el Servicio de Hidrografía Naval. De origen alemán, perteneció hasta 2014 a RF Forschungsschifffahrt, Bremerhaven. Ha trabajado en coordinación con el Instituto Federal de Geociencias y Recursos Naturales de Alemania. El buque ha surcado todos los mares como parte de diversos proyectos geocientíficos, pero en años recientes paso la mayor parte de su tiempo en el mar en el Océano Pacífico y el Océano Índico. Muchos de sus viajes de investigación han sido financiados por el Ministerio Federal de Educación e Investigación de Alemania. Para finales de 2005 el Sonne ha llevado a cabo 200 expediciones por encargo de institutos de investigaciones marinas y universidades de Alemania.

## Historia
Su quilla fue puesta en grada en agosto de 1968 en los astilleros Rickmers-Werft en Bremerhaven, Alemania, identificado por su número de casco, el 350, como un pesquero de arrastre. Luego de su botadura en diciembre de 1968 la nave estuvo activa en su rol de pesca en el Mar del Norte. En 1977 fue adquirido por RF Reedereigemeinschaft Forschungsschiffahrt. El Sonne fue transformado en un buque de investigación científica, ya que el gobierno federal alemán necesitaba un buque de investigaciones científicas para estudiar recursos marinos. Los trabajos de conversión fueron llevados a cabo en conjunto entre los astilleros Schichau Unterweser (1977) y Rickmers Shipyard (1978).
En 1991 el Sonne se encontraba en los astilleros Schichau Seebeck, donde se le efectuaron trabajos de remodelación y actualización. La eslora del buque fue extendida en 10,8 m y recibió un puente adicional en la superstructura y una nueva planta de motores. El costo de las modificaciones alcanzó unos 52 millones de marcos. Además la renovación del equipamiento científico fue de un valor de 19 millones de marcos.
El Ministerio Federal de Educación e Investigación de Alemania realizó un encargo para la construcción de un nuevo buque de investigaciones en mayo del 2011 para reemplazar al Sonne. El pedido alcanzó un valor de 124,4 millones de euros, de los cuales el 90% procedía del Ministerio, mientras que los Estados de Baja Sajonia, Schleswig-Holstein, Mecklemburgo-Pomerania, Bremen y Hamburgo contribuyeron con el 10% restante. El nuevo buque también recibió el nombre de Sonne y fue construido en el astillero Meyer Werft en Papenburgo, donde fue botado el 5 de abril de 2014 reemplazando al viejo Sonne a principios de 2015.
El último crucero del Sonne tuvo lugar en agosto de 2014, tras lo cual fue retirado y puesto a la venta.
En mayo de 2014 el barco fue inspeccionado en Ciudad del Cabo por una delegación del Consejo Nacional de Investigaciones Científicas y Técnicas de Argentina y de la Prefectura Naval Argentina. El 5 de febrero de 2015 el Sonne arribó a la Base Naval de Mar del Plata, tras ser vendido al CONICET por $ 54 192 935 lo que equivale a € 5 150 000, para ser incorporado al CONICET dentro del marco de la Iniciativa Pampa Azul.

## Detalles técnicos
El buque, que puede permanecer hasta 50 días de forma continua en el mar es de accionamiento transmisión diésel-eléctrica. Tiene dos motores eléctricos, cada uno con 1150 kW, que actúan en tándem en una hélice de paso fijo. Además, el Sonne está equipado con un timón Becker y hélices impulsoras en proa con 1115 kW para mejorar su capacidad de maniobra.
Para las investigaciones científicas, la nave tiene varios tornos y diversas grúas, incluyendo una grúa central que puede levantar hasta 15 toneladas, y un larguero de cola (hasta 12 t), que puede pivotar alrededor de 125°. Además, el barco posee sonares y escondas con fines científicos, entre otros. Los científicos están tienen a su disposición  18 laboratorios y más simples salas de trabajo científicos. Varios lugares específicos de la cubierta pueden adaptarse para transportar hasta diez contenedores de 20 pies, que pueden ser utilizados como laboratorios adicionales o como almacén de materiales de todo tipo.

## Otros datos
En 2012 la Universidad de Bremen encargó al buque la exploración y análisis de los efectos en el lecho marino del terremoto de Tōhoku de 2011.
El Sonne aparece en la novela de Frank Schätzing El quinto día en relación con las mediciones de metano de la costa noruega.